# Genevieve O’Reilly
Genevieve O’Reilly (Dublin, 1977. január 6. –) ír színésznő. 

## Élete és pályafutása
Leginkább a Csillagok háborúja franchise-ból ismert Mon Mothma megformálójaként ismert. Ebben a szerepben látható volt A Sith-ek bosszúja és a Zsivány Egyes című filmekben, valamint az Andor és az Ahsoka élőszereplős sorozatokban is. A szereplő eredeti szinkronhangját kölcsönözte a Star Wars: Lázadók animációs sorozatban. Ezen kívül ő adta Moira hangját a 2016-os Overwatch videójátékban.
Egyéb filmes és televíziós szerepei közt megtalálhatóak olyan alkotások, mint az Aszály, A bosszú csillaga, A túlélő, vagy a Hajsza.

## Magánélete
Férje Luke Mulvihill, egy fiuk és egy lányuk van. Londonban élnek.

## Filmográfia

### Film
| Év   | Magyar cím                               | Eredeti cím                                  | Szerep                           | Magyar hang    |
| ---- | ---------------------------------------- | -------------------------------------------- | -------------------------------- | -------------- |
| 2003 | Mátrix – Újratöltve                      | The Matrix Reloaded                          | Wirtz rendőrtiszt                |                |
| 2003 | Mátrix – Forradalmak                     | The Matrix Revolutions                       | Wirtz rendőrtiszt                |                |
| 2004 |                                          | Cyber Wars                                   | Dash MacKenzie                   |                |
| 2004 |                                          | Right Here Right Now                         | pizzás lány                      |                |
| 2005 | Star Wars III. rész – A Sith-ek bosszúja | Star Wars: Episode III – Revenge of the Sith | Mon Mothma                       | nem szólal meg |
| 2009 | Az ifjú Viktória királynő                | The Young Victoria                           | Lady Flora Hastings              |                |
| 2010 |                                          | Forget Me Not                                | Eve Fisher                       |                |
| 2015 | A túlélő                                 | Survivor                                     | Lisa Carr                        |                |
| 2016 | Tarzan legendája                         | The Legend of Tarzan                         | Alice Clayton / Greystoke grófnő |                |
| 2016 | Zsivány Egyes – Egy Star Wars-történet   | Rogue One: A Star Wars Story                 | Mon Mothma                       | Bertalan Ágnes |
| 2017 | Hóember                                  | The Snowman                                  | Birte Becker                     | Botos Éva      |
| 2019 | Tolkien                                  | Tolkien                                      | Mrs. Smith                       | Ősi Ildikó     |
| 2021 | Aszály                                   | The Dry                                      | Gretchen                         | Létay Dóra     |